# Pimpinella pastinacifolia
Pimpinella pastinacifolia är en flockblommig växtart som beskrevs av H.Wolff. Pimpinella pastinacifolia ingår i släktet bockrötter, och familjen flockblommiga växter. Inga underarter finns listade i Catalogue of Life.